# McLaren M26
A McLaren M26 egy Formula–1-es versenyautó, amit a McLaren tervezett és versenyeztetett, először az 1976-os Formula–1 világbajnokság során, majd 1977-ben, 1978-ban, és még 1979-ben is, két futam erejéig. Pilótái 1976-ban Jochen Mass, 1977-ben Mass és James Hunt, 1978-ban Hunt mellett Patrick Tambay és Bruno Giacomelli, továbbá saját nevezőként az autóként használva Brett Lunger. 1979-ben csak Tambay vezette.

## Áttekintés
A csapat az akkor már korosodó M23-as modellt váltotta le vele, amit úgy terveztek, hogy legyen könnyebb és alacsonyabb, emellett minél keskenyebb. Eleinte Jochen Mass tesztelte, és ő ekkor a hútési problémákra panaszkodott. Emiatt át kellett tervezni a hűtőrácsok elhelyezését, majd néhány újabb tesztet követően Mass a holland nagydíjon vezethette. A verseny eredményét kiértékelve elhatározták, hogy további átalakításokra van szükség, ezért 1976-ban már nem versenyeznek vele.
1977 első néhány versenyén sem ezt használták, hanem majd először csak a spanyol nagydíjon James Hunt. Ő kezdetben nem volt megelégedve az autóval, de végül a szezon során folyamatosan javult a teljesítmény. Háromszor nyert és két további dobogós helyet szerzett vele. Ausztriában megbízhatósági gondok miatt bukott el egy győzelmet, Kanadában pedig elég szokatlan körülmények között: lekörözés közben összeütközött a csapattársával. A balesetet követően egy pályabíró odébb akarta tessékelni Huntot, aki mérgében behúzott neki egyet - később bocsánatot kért. A szezont a McLaren konstruktőri harmadikként zárta.
1978-ban Mass helyére Patrick Tambay érkezett. A szezon ígéretesen kezdődött, mindketten pontokat szereztek az argentin nagydíjon. Ezt követően azonban mélyrepülésbe kezdett a McLaren: a Lotus bemutatta a mindent verő Lotus 79 modellt, ami mellett az M26-os nem rúghatott labdába. Hunt olyan keményen próbálta nyomni, amennyire csak lehetett, de a túlerőltetést az autó nem díjazta, emiatt sorozatban ötször is kiesett. Ez nem tett jót a pilóta motivációjának sem. Gordon Coppuck tervező a szezon közben áttervezte a kasztnit, hogy kihasználja a szívóhatást (ground effect), ez volt az M26E almodell. Ennek során megnőttek az oldaldobozok, átdolgozta a felfüggesztéseket, és a szárnyak is kisebbek lettek. A teljesítmény azonban ettől nem javult, és tesztpilóta hiányában nem sok lehetőségük volt kiértékelni az eredményeket. Az évet konstruktőri nyolcadikként zárták.
1979-ben Tambay még kétszer vitte pályára, de Brazíliában kiesett, Belgiumban pedig kvalifikálni sem tudott. A McLaren belekerült egy lefelé tartó spirálba, amiből majd csak 1981-ben tudtak kilábalni.

## Utóélete
1980-ban a Tiga Race Cars átépített egy példányt a ground effect kihasználására, és beépítettek egy 5 literes Chevrolet motort. Az autó a Formula–5000-ben indult, Alfredo Constanzo ausztrál bajnok lett vele.
2009-ben Bobby Verdon-Rue az M26-ost vezetve nyerte az FIA történelmi Formula–1-es autóknak szervezett bajnokságát.

## Eredmények
| Év   | Entrant                            | Motor             | Gumik | Pilóták          | 1   | 2   | 3   | 4   | 5   | 6   | 7   | 8   | 9   | 10  | 11  | 12  | 13  | 14  | 15  | 16  | 17  | Pontok   | Helyezés |
| ---- | ---------------------------------- | ----------------- | ----- | ---------------- | --- | --- | --- | --- | --- | --- | --- | --- | --- | --- | --- | --- | --- | --- | --- | --- | --- | -------- | -------- |
| 1976 | Marlboro Team McLaren              | Ford-Cosworth DFV | G     |                  | BRA | RSA | USW | ESP | BEL | MON | SWE | FRA | GBR | GER | AUT | NED | ITA | CAN | USA | JPN |     | 74 (75)* | 2.       |
| 1976 | Marlboro Team McLaren              | Ford-Cosworth DFV | G     | Jochen Mass      |     |     |     |     |     |     |     |     |     |     |     | 9   |     |     |     |     |     | 74 (75)* | 2.       |
| 1977 | Marlboro Team McLaren              | Ford-Cosworth DFV | G     |                  | ARG | BRA | RSA | USW | ESP | MON | BEL | SWE | FRA | GBR | GER | AUT | NED | ITA | USA | CAN | JPN | 60*      | 3.       |
| 1977 | Marlboro Team McLaren              | Ford-Cosworth DFV | G     | James Hunt       |     |     |     |     | KI  |     | 7   | 12  | 3   | 1   | KI  | KI  | KI  | KI  | 1   | KI  | 1   | 60*      | 3.       |
| 1977 | Marlboro Team McLaren              | Ford-Cosworth DFV | G     | Jochen Mass      |     |     |     |     |     |     |     |     |     | 4   | KI  | 6   | KI  | 4   | KI  | 3   | KI  | 60*      | 3.       |
| 1978 | Marlboro Team McLaren              | Ford-Cosworth DFV | G     |                  | ARG | BRA | RSA | USW | MON | BEL | ESP | SWE | FRA | GBR | GER | AUT | NED | ITA | USA | CAN |     | 15       | 8.       |
| 1978 | Marlboro Team McLaren              | Ford-Cosworth DFV | G     | James Hunt       | 4   | KI  | KI  | KI  | KI  | KI  | 6   | 8   | 3   | KI  | KIZ | KI  | 10  | KI  | 7   | KI  |     | 15       | 8.       |
| 1978 | Marlboro Team McLaren              | Ford-Cosworth DFV | G     | Patrick Tambay   | 6   | KI  | KI  | 12  | 7   |     | KI  | 4   | 9   | 6   | KI  | KI  | 9   | 5   | 6   | 8   |     | 15       | 8.       |
| 1978 | Marlboro Team McLaren              | Ford-Cosworth DFV | G     | Bruno Giacomelli |     |     |     |     |     | 8   |     |     | KI  | 7   |     |     | KI  | 14  |     |     |     | 15       | 8.       |
| 1978 | Liggett Group / B & S Fabrications | Ford-Cosworth DFV | G     | Brett Lunger     |     |     |     |     | NPK | 7   | NK  | NK  | KI  | 8   | NPK | 8   | KI  | KI  |     |     |     | 15       | 8.       |
| 1979 | Marlboro Team McLaren              | Ford-Cosworth DFV | G     |                  | ARG | BRA | RSA | USW | ESP | BEL | MON | FRA | GBR | GER | AUT | NED | ITA | CAN | USA |     |     | 15*      | 7.       |
| 1979 | Marlboro Team McLaren              | Ford-Cosworth DFV | G     | Patrick Tambay   |     | KI  |     |     |     | NK  |     |     |     |     |     |     |     |     |     |     |     | 15*      | 7.       |

* Minden pontot az M23-assal szereztek
* 21 pontot szereztek az M23-assal
* Minden pontot az M28-assal és M29-essel szereztek